# Château de la Turmelière
 (septembre 2010).
Si vous disposez d'ouvrages ou d'articles de référence ou si vous connaissez des sites web de qualité traitant du thème abordé ici, merci de compléter l'article en donnant les références utiles à sa vérifiabilité et en les liant à la section « Notes et références ».
Le château de la Turmelière est situé à Liré (Maine-et-Loire) et est le lieu de naissance de Joachim du Bellay.

## Présentation
Au fond d'un vaste parc s'élève un château massif construit à la fin du XIXe siècle. Derrière cet édifice, un peu en contrebas et dissimulés par les arbres, s'élèvent les restes imposants d'un château médiéval. Ces ruines sont celles de la demeure natale de Joachim du Bellay.
Aujourd'hui les ruines appartiennent à la commune de Liré. Le château du XIXe est le siège de l'association "la Turmelière" qui accueille de nombreux scolaires, collégiens, lycéens et étudiants ainsi que de nombreux touristes qui viennent découvrir ce lieu chargé d'histoire et de poésie.
Les vestiges de l'ancien château de la Turmelière, ruines, douves et colombier ont été inscrits monuments historiques par arrêté du 18 octobre 1941 et sont propriétés de la commune. Depuis 2008, des bénévoles de l'association Chantiers Histoire et Architecture Médiévales participent à la restauration du château.

Vestiges du premier château
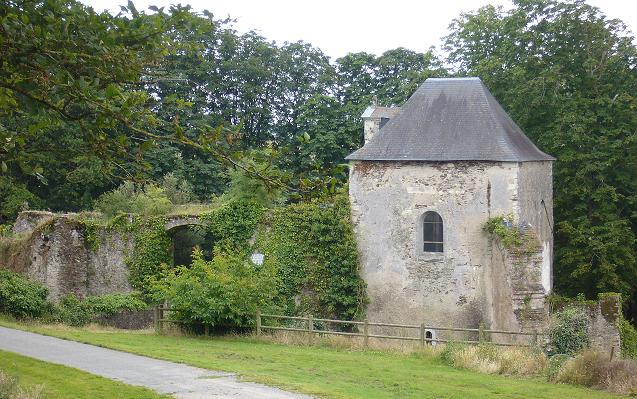
Ancien chatelet puis chapelle.
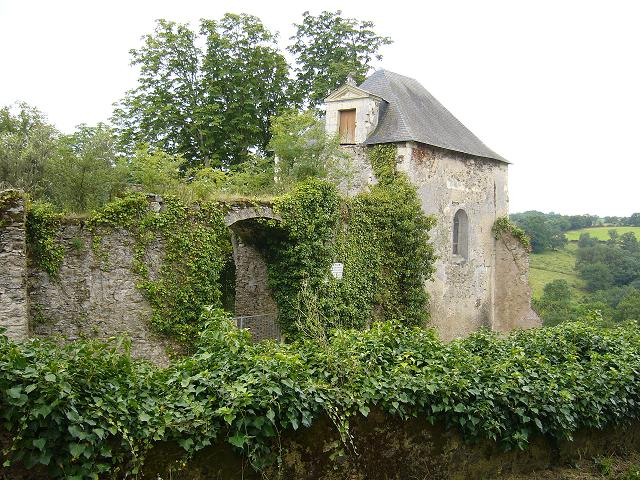
Porte principale de l'enceinte de l'ancien château.
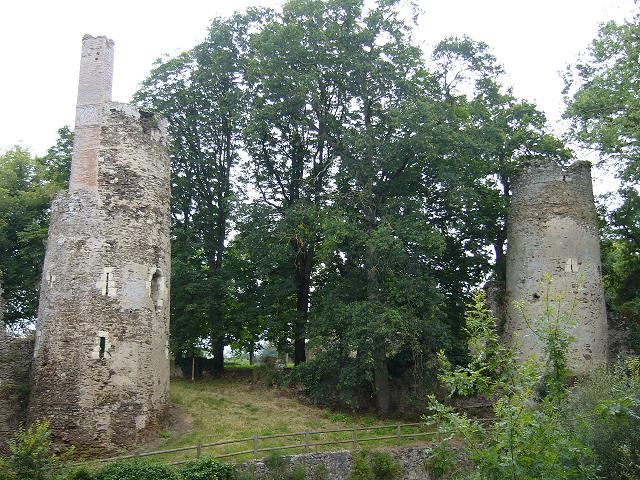
Ruines de l'ancien logis du château.

## Historique

### Moyen Âge
Le domaine de la Turmelière doit son nom de « Turmelière »  des « tours meulières », les moulins, qui existaient en grand nombre sur cette hauteur.
Le chevalier Jean d'Avoyr apparaît à Liré vers 1228, il a épousé Jeanne, fille de Matthieu de Liré. Ce seigneur s’occupa surtout des intérêts de son domaine. Les immenses bois qui occupaient la majorité du territoire commencèrent à être défrichés, et le droit de pâture permis et réglé. La culture de la vigne s’étendit.
Depuis longtemps déjà les seigneurs habitaient le château de Vieille-Cour élevé à proximité de l’ancienne « motte féodale ». Des douves entourant le bâtiment en assuraient la défense. Ces douves furent comblées à la fin du XIXème. Des restes de cette motte primitive sont encore visibles dans une propriété privée (route de Bouzillé, au lieu-dit « Vieille Cour »).
« En 1230, le roi de France Louis IX et sa mère Blanche de Castille, poursuivant la lutte contre le roi d’Angleterre et son allié Mauclerc, duc de Bretagne, établirent leur camp à Liré, avant d’investir les châteaux d’Ancenis et de Chasteauceaux ».
La Turmelière est mentionnée pour la première fois en 1285 dans un manuscrit où le Chevalier Hardouin d'Avoyr s’intitule « seigneur de Lyré et de la Turmelière ». Celle-ci devait à l’époque n’être qu’une place-forte avancée, le seigneur de Liré résidant à la « Vieille Cour » (actuellement route de Bouzillé).
Le château primitif date du XIIIe siècle. Il fut restauré au XVe siècle par Perceval Chabot de Chantemerle, bisaïeul de Renée Chabot, la mère de Joachim du Bellay. La Turmelière est alors une place-forte, située aux confins de l'Anjou où les Seigneurs de Liré se retranchaient en cas de guerre. La position du bâtiment, entre des coteaux escarpés et la Loire, le rendait quasiment imprenable.
La Turmelière est abritée contre les vents du Nord par le plateau de Liré. Le seigneur qui la construisit était plus soucieux de sa tranquillité que des riches aspects de la belle nature : il voulut profiter pour la défense du château du ravin escarpé du Douet. La présence de la rivière du Douet assurait un approvisionnement facile en eau potable. La situation du château à mi-pente s’imposait, d’une part pour être protégé des vents, d’autre part le creusement des fondations requiert un terrain ni trop dur ni trop mou, et les matériaux doivent être disponibles à proximité.
La Turmelière est un quadrilatère fermé au sud par un simple mur au-dessus du ruisseau, à l’est par une muraille crénelée avec deux faibles tours de quatre mètres de diamètre. À l’est toujours elle est protégée par une douve, qui est plutôt une pièce d’eau. Au nord il y avait une douve, aujourd’hui comblée.
Face à la chapelle Sainte-Madeleine, qui était peut-être à l’origine le châtelet d’entrée, détourné au XVIe siècle (travaux de Perceval) de sa fonction défensive, se trouvait l’habitation des serviteurs. Puis l’on franchissait une deuxième porte pour entrer dans le « quarteron » (deuxième cour »). Le logis des maîtres s’y trouvait, formé de deux ailes disposées en équerre, regardant le midi et le soleil couchant. La distinction entre « haute cour », ou cellule défensive, et « basse cour », ou cellule domestique, est soigneusement marquée. Sans doute des bâtiments agricoles étaient-ils sis dans l’enclos seigneurial, à côté du logis. Il y avait d’un côté, le petit jardin noble, mi-ornemental, mi-potager, sur lequel ouvraient les principales croisées du logis (généralement vers le levant), de l’autre, la cour utilitaire autour de laquelle s’alignaient granges, étables, bergeries, écuries, pressoir, remises et autres annexes agricoles.

### LeXVesiècle
Vers 1408, l’héritière de Liré, Perrine d'Avoyr, épousa Guillaume de L'Isle-Bouchard, seigneur de Gonnord et de Thouarcé. Châtelaine de Liré, dame de Gonnord et de Thouarcé, vicomtesse du Grand-Montrevault, leur fille Jeanne de L’Isle-Bouchard était restée veuve très jeune d’un premier mariage. Riche, elle contracta bientôt une nouvelle alliance avec un jeune seigneur d’une race non moins ancienne que la sienne, Perceval Chabot, originaire du Poitou. En 1431 malgré l’opposition des membres de sa famille, notamment de son beau-frère Georges de la Trémoille, premier ministre de Charles VII et ancien compagnon de Jeanne d'Arc, elle épousa Perceval Chabot, après un enlèvement romantique.
En 1435, le livre des comptes du seigneur Perceval Chabot fait état des travaux de rénovation entrepris à la Turmelière : les salles basses et hautes du manoir sont restaurées, de même, le pont-levis et les douves. À l’époque les seigneurs de Liré habitaient leur fief de Vieille-Cour et non la Turmelière, qui était une place-forte où l’on se retranchait en cas de guerre.
En 1472 Christophe Chabot, petit-fils de Perceval, et grand-père maternel du poète, abandonne la Vieille Cour pour s’installer définitivement à la Turmelière. Christophe Chabot est chargé par le roi de France de garder la Turmelière contre les invasions des Bretons. Les années 1490 sont marquées par des guerres fréquentes entre Bretagne et Anjou. Christophe Chabot meurt en 1503. Sa fille, Renée, élevée à la Cour d’Anne de Bretagne, alors reine de France, épousera Jean du Bellay, petit-cousin du cardinal Jean du Bellay, issu d’une grande famille originaire du Saumurois, à l’âge de 14 ans.
L'arrière-grand-père du poète, Jean III du Bellay (vers 1400-1480) s'installe à la Turmelière en 1472.
Son grand-père Eustache du Bellay, le solitaire de Gizeux (vers 1440-1504), est également seigneur de Gizeux, autre résidence familiale des du Bellay, situé à l'autre bout de l'Anjou, au nord de Bourgueil.
En 1504 (?) ou 1521 Jean du Bellay (vers 1480-vers 1523/1527), père de Joachim, épouse Renée Chabot, l'héritière de la Turmelière et de Liré, qui entrent ainsi dans le patrimoine des Du Bellay.
Joachim du Bellay est né à la Turmelière vers 1522-1525 (et mort à Paris en 1560). Il y passera toute sa jeunesse et il est certain que les paysages de bocage qui entourent le château ont pu inspirer au poète son attachement à la douceur angevine... La Turmelière demeure possession des du Bellay jusqu'en 1562, date à laquelle décède, sans descendance, Claude du Bellay, fils de René du Bellay et neveu de Joachim qui était mort deux ans plus tôt. Le domaine et Liré reviennent alors à la sœur du poète, Catherine du Bellay (vers 1505-1590), mariée en 1534 à Christophe du Breil. Jusqu'en 1643, les du Breil sont maîtres de la Turmelière et de Liré ; en 1643, l'arrière-arrière-petite-fille de Catherine et Christophe, Marie du Breil, transmet Liré et La Turmelière à son mari Jean II de La Bourdonnaye-(branche de Bratz et de Couëtcandec) (1616-1692).

### LeXVIesiècle
En 1504/1521 (?), au moment du mariage de Jean du Bellay avec Renée Chabot, la Turmelière devient le siège de la seigneurie de Liré car les seigneurs ont abandonné leur château primitif de Vieillecour.
Aveu de 1521 de Jean du Bellay à son suzerain de Champtoceaux : « le manoir, hostel de la Turmelière, maison, tours, fossés, pont-levis, grange, pressoir en dehors, garennes, domaine de 32 septées de terre en un tenant, entre le ruisseau du Douet du Lou, les terres du Plessis, la Martinière et le dit ruisseau du Lou »
Les armes des du Bellay sont « d’argent à la bande fuselée de gueules, accompagné de six fleurs de lis d’azur, trois à dextre, trois à senestre ».
Jean du Bellay ne modifie pas l’aspect rustique du château de la Turmelière. Il exécute des travaux plus importants dans son château de Gonnord, pour le modifier dans le goût du XVIe siècle. La Turmelière reste un manoir rustique comme tant d’autres (il y en avait une vingtaine dans la seigneurie de Champtoceaux). À cette époque, l’appareil militaire est détourné de sa fonction, et le châtelet d’entrée est peut-être devenu à ce moment-là la chapelle. « Quant à l’enceinte, dite encore clôture, circuit, estrize du lieu, elle a progressivement perdu sa valeur défensive véritable. Des  fossés doublés de murailles en délimitent le tracé ; des tours rondes renforcent les angles. De telles dispositions ne sauraient guère permettre de soutenir un siège véritable ; tout au plus représentent-elles un moyen de dissuasion contre les attaques des brigands ».
Le 25 janvier 1772, le marquis Charles-Bertrand de La Bourdonnaye de Liré (1726-1792 ; fils de François III-Marie, marquis de Liré (1696-1753), fils de François II (1661-1716), fils de Jean II et Marie du Breil ci-dessus), ruiné, doit vendre à Pierre Thoinnet,,,.
En janvier 1772, le château de La Turmelière est donc acheté par Pierre Thoinnet († 1788), fils d'un tonnelier aisé (Jean-Baptiste Thoinnet), maire d’Ancenis en 1757-1760, député aux États de Bretagne en 1760, négociant et propriétaire terrien, fermier général de la baronnie d’Ancenis depuis 1765, secrétaire du roi au Parlement de Bretagne (charge qui l'anoblit).
Pierre Thoinnet a 19 enfants de ses deux mariages (x 1° 1736 Marie Tigé ; et 2° 1739 Françoise Tessier), nés entre 1738 et 1761. Il meurt en 1788 et sa seconde femme en 1792. Son fils aîné survivant, Pierre-Guillaume Thoinnet (né en 1743) est connu sous le nom de Thoinnet de la Beuvrie ; un de ses frères cadets est Dominique-Isaac Thoinnet (né en mars 1754 ; marié à une fille de Simon Greffulhe et Marguerite de Pourtalès).
En 1781, Pierre Thoinnet fils s’associe avec un de ses frères pour faire du commerce, de vin notamment. En 1790 la ville de Nantes le charge de l’approvisionnement de la ville, et la générosité de deux des frères Thoinnet leur fait donner une grosse somme pour secourir le peuple lors de la disette de 1791-1792. La Turmelière est pillée en 1793 sous la Révolution. Les Thoinnet font construire des terrasses par des ouvriers sans travail de Nantes, terrasses où sont plantés des marronniers au-dessous de la chapelle. En 1794, ces mêmes ouvriers viennent incendier le château, et les frères Thoinnet sont arrêtés et meurent à Nantes.

### La Révolution
Le 12 mars 1793, départ de l’insurrection vendéenne à Saint-Florent : les populations sont mécontentes des mesures prises par le nouveau gouvernement (conscription et Constitution civile du clergé). Les Liréens suivent l’armée de Bonchamps. Sous les ordres de Chetou et d'Oger de L'Isle, ils combattent les Bleus.
Le 18 octobre 1793, l’armée vendéenne franchit la Loire à Saint-Florent et l’artillerie commandée par Piron traverse la Loire au port des Léards face à Ancenis. C’est la « Virée de Galerne ».
Les 16 et 17 décembre 1793, les Vendéens poursuivis par Westermann repassent la Loire entre Ancenis et Liré : désastre, plus de mille morts. La Rochejaquelein, Stofflet et Beauje (Pierre-Louis de La Ville de Beaugé ?) qui avaient été des premiers à passer, se cachent quelques jours à la Turmelière.
Le 20 février 1794, un ordre d’évacuation venant de Nantes ordonne le départ des populations des bords de Loire vers Angers, Blois et Orléans. Ceux qui refusent sont considérés comme rebelles et poursuivis par les « colonnes infernales ».
Le 16 mars 1794, une de ces colonnes conduite par le général Étienne Jean-François Cordellier-Delanoüe et venant de Saint-Laurent-des-Autels envahit Liré. Les récoltes et habitations sont brûlées. Les hommes, femmes et enfants massacrés dans les fermes, dans les champs, dans le bourg. 102 morts au moins.
En plus des habitants tués, il y eut la mort des enfants de Pierre Thoinnet († 1788), l'ancien seigneur de Liré : Pierre-Guillaume (né en 1743), Eutrope-Rosalie (à qui la Turmelière avait échu ; né en avril 1756 et mort le 19 mars 1794 ; Magny le dit guillotiné) et Jean-Baptiste Thoinnet (Dominique-Isaac ?) moururent du typhus dans les prisons de Nantes ; Nicolas-Dominique (né en décembre 1752) fut guillotiné à Nantes ; et Pierre-Jean Thoinnet (un des petits-fils ?) fut fusillé à Ancenis.
Jusqu’au traité de Pouancé le 20 janvier 1800, amenant la paix définitive, des guérillas se poursuivirent encore dans la région.
Les conséquences de ces dix ans de guerre civile furent catastrophiques pour Liré (habitations du bourg et fermes détruites, campagne en friche, morts...).

### Le deuxième château de la Turmelière
La veuve d'Eutrope, Louise de Coureau/Courault (sœur de Marie-Félicité, femme de Jean-Joseph Arnous-Rivière de la Baronnière), revenue à Liré après les guerres de Vendée, fait construire avec les matériaux du château détruit une nouvelle demeure. Ce deuxième château se trouve à l'emplacement de la terrasse sud du château actuel. Il est précédé de larges avenues et de beaux massifs de verdure. Il ne reste aujourd'hui rien de cette construction, sauf la porte d'entrée, qui sera par la suite plaquée sur la chapelle des ruines...

Le petit-fils d'Eutrope, Charles-Célestin-Joseph Thoinnet (1823/1824-mai 1887 ; fils de Jean-Joseph Thoinnet (1789-1853 ; maire d'Ancenis en 1845-1851, conseiller général de Loire inférieure), et père de Pierre-Napoléon-Eugène Thoinnet, conseiller général de Loire inférieure, né en juillet 1861 et † en 1920), effectue une brillante carrière politique. Il deviendra l'un des plus fidèles serviteurs de Napoléon III. Il sera conseiller général, député de Loire-inférieure en 1857-1870 et 1876-1887, maire de Liré de 1849 à 1870, officier de la Légion d'Honneur en 1865, chambellan honoraire de l'empereur en 1858. Charles Thoinnet obtiendra aussi le titre de comte (romain) de la Turmelière (titre accordé par le pape Pie IX le 17 septembre 1873). Il épouse en septembre 1860 Adèle Velpeau, fille unique du célèbre chirurgien Velpeau. C'est à Velpeau en effet que l'on doit la fameuse bande élastique qui porte son nom. Cette union augmente considérablement la fortune de Charles Thoinnet. Alliés à la grande bourgeoisie de la région, fréquentant la noblesse des environs, ayant de hautes relations dans le monde politique et financier de la capitale, le comte et la comtesse Thoinnet de La Turmelière habitent l'hiver leur hôtel de la rue de Varenne à Paris, l'été leur château de Liré où ils mènent grand train de vie.

### Le troisième château de la Turmelière
Le château actuel est construit en 1887. Il est inspiré du château de Beaumesnil en Normandie. L'édifice n'est pas encore terminé lorsque le comte Charles Thoinnet meurt à Paris. Il ne vivra donc jamais dans cette demeure imposante, mais ses initiales (CTT) figurent un peu partout à l'extérieur (balcons, cheminées, portes) et à l'intérieur du château (plafonds).
Adèle Thoinnet, férue de peinture, a décoré les plafonds de l'une des salles de représentations d'angelots potelés figurant les 4 saisons.
Le comte a fait aménager les ruines du château fort en jardin. Des grottes artificielles, des cascades, des plantations en terrasse, ajoutent alors au caractère "romantique" du lieu.
Le fils unique du comte, Pierre, sera jusqu'à sa mort conseiller général d'Ancenis. Comme ses parents, il habite tantôt Paris, tantôt son château de Liré. C'est là qu'il meurt, célibataire, en 1920.

Le château du XIXe siècle
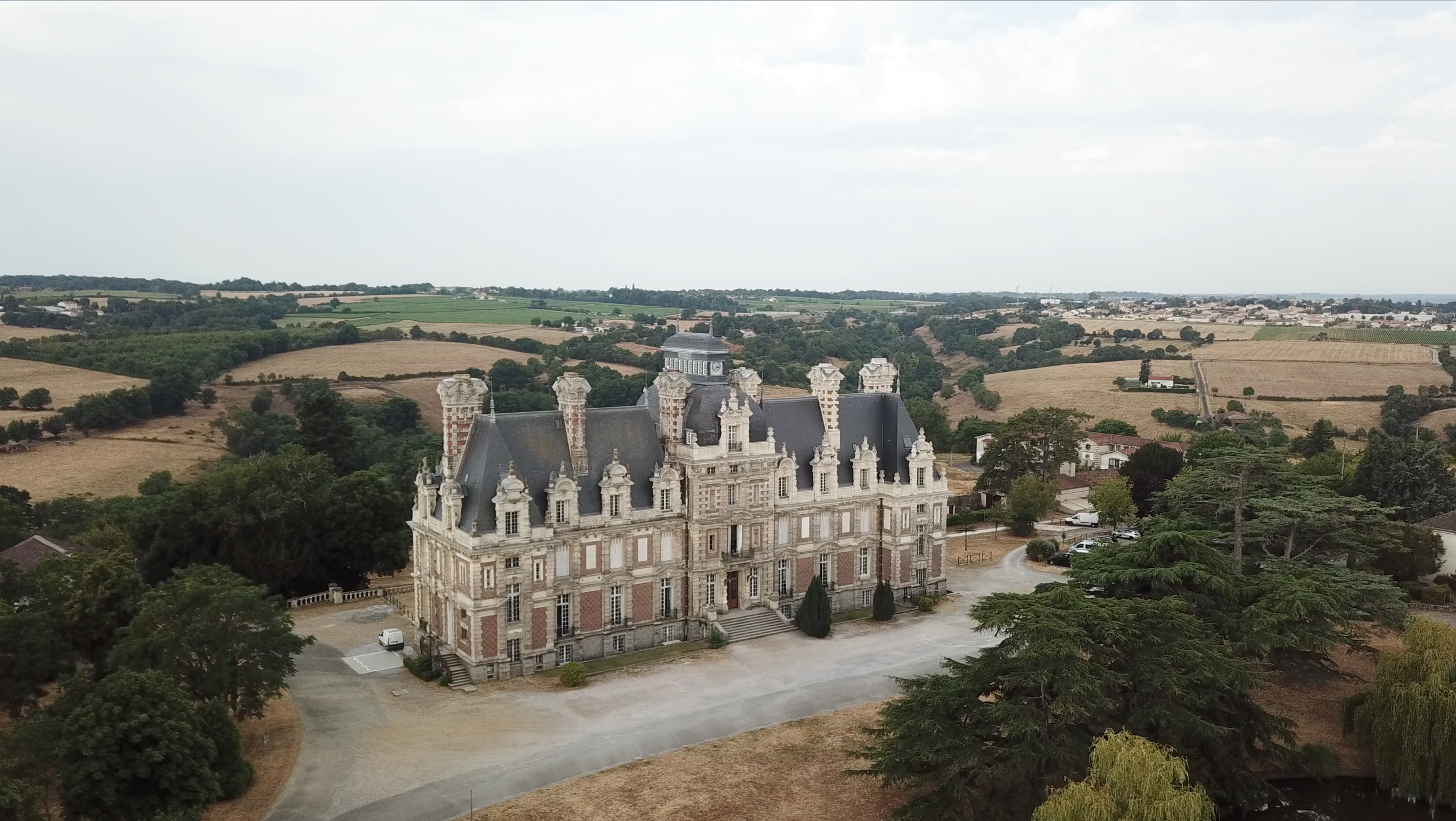
Vue aérienne
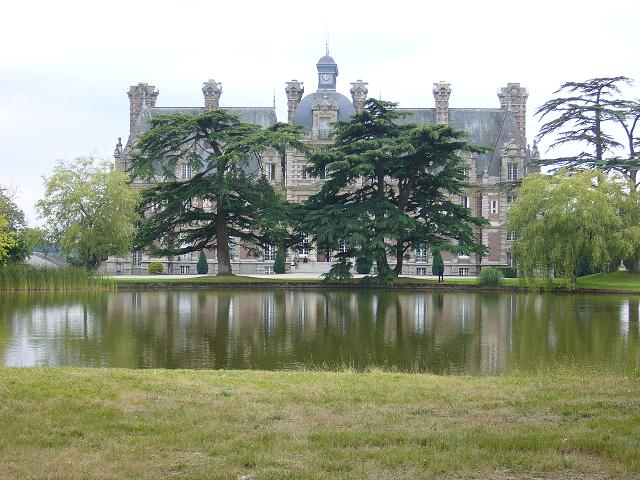
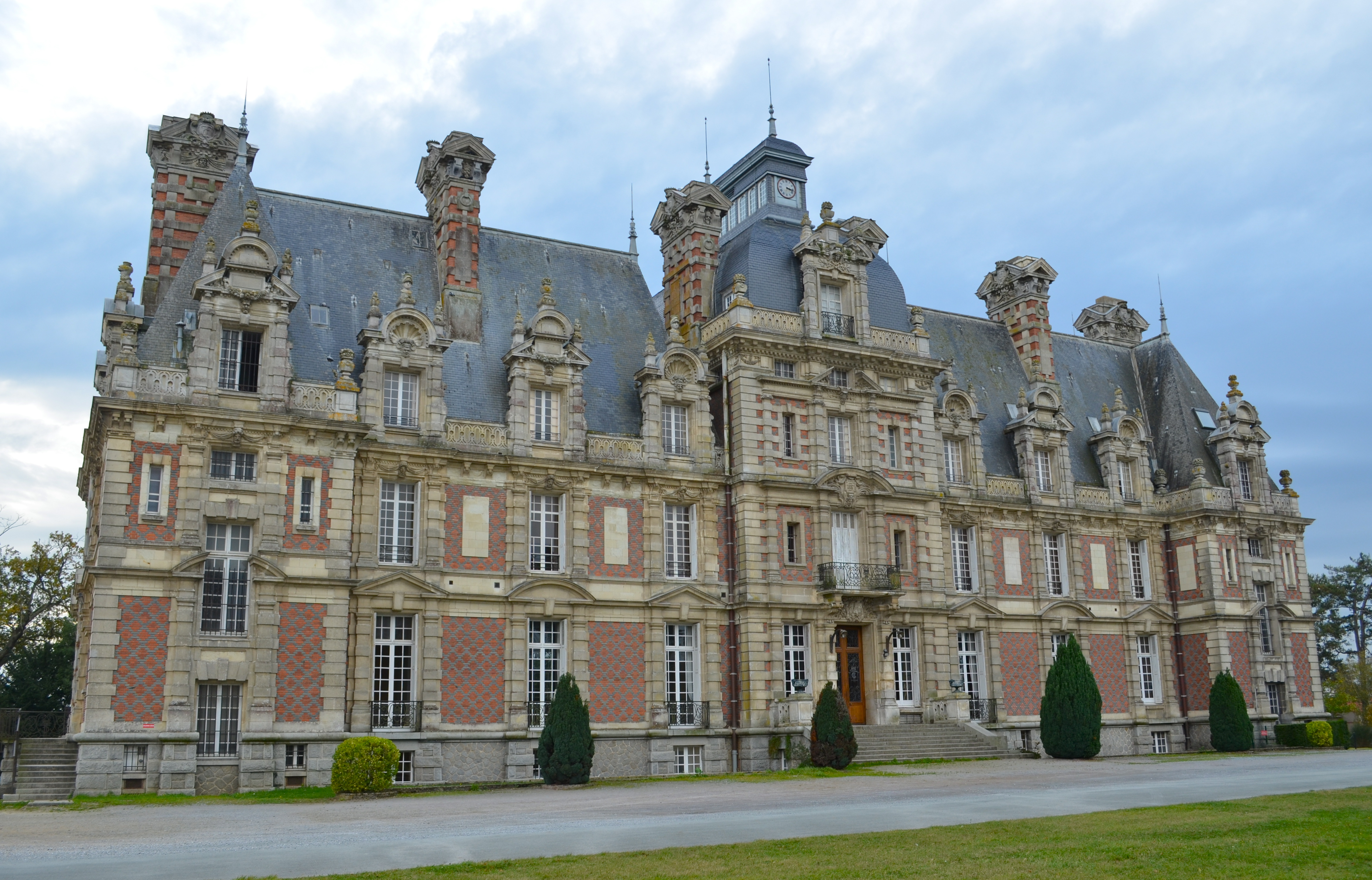
Façade avant
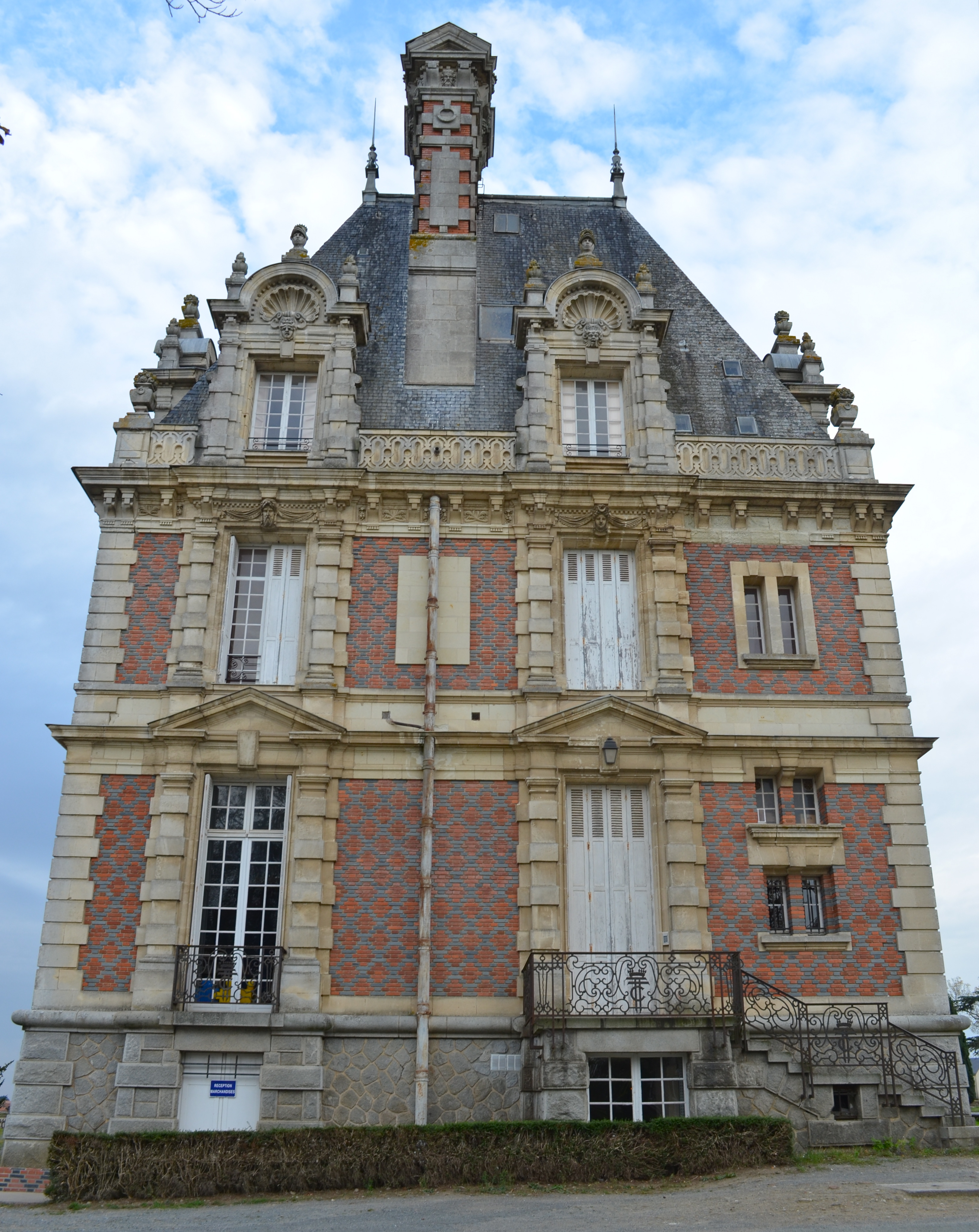
Façade latérale
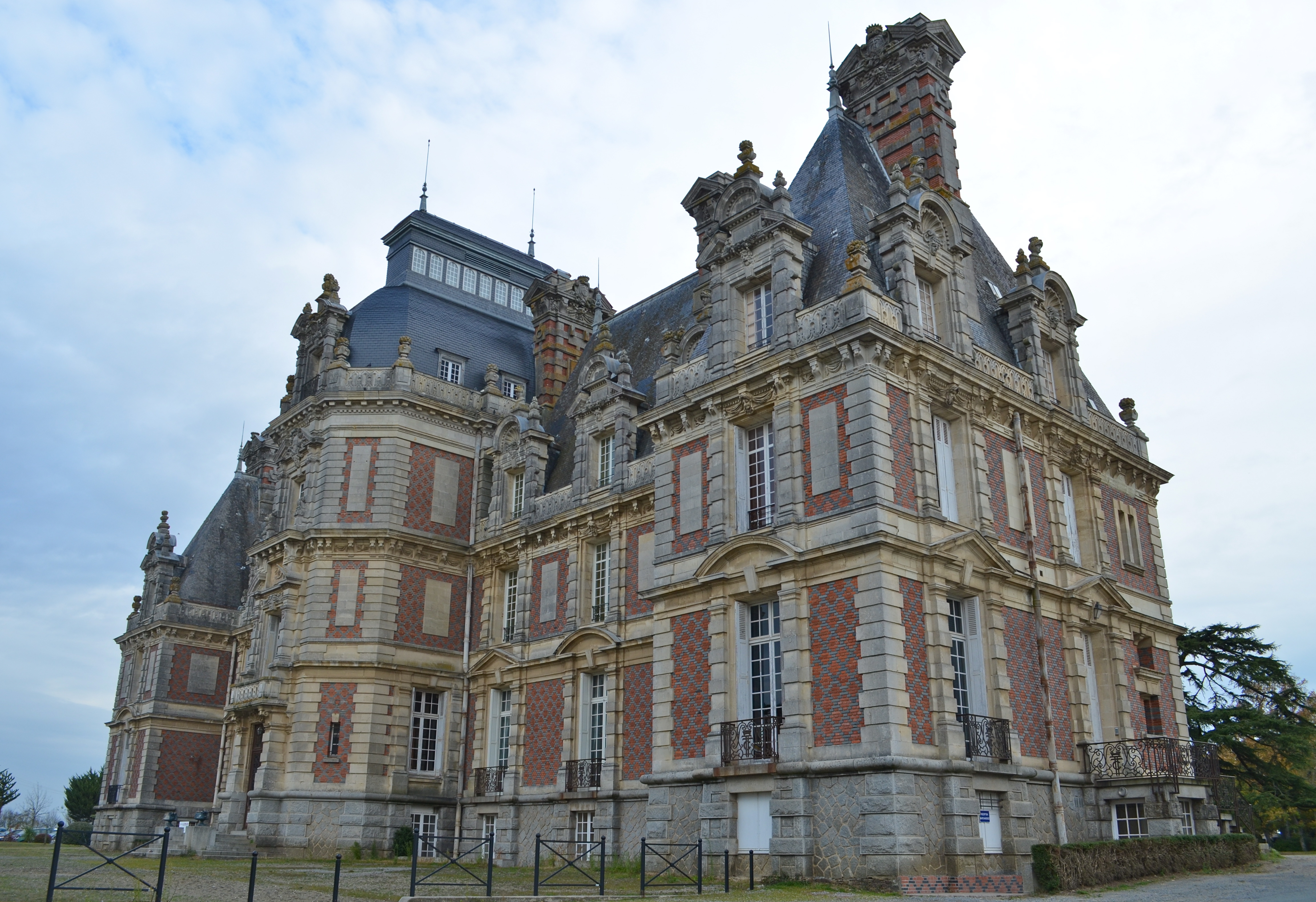
Façade latérale et façade arrière
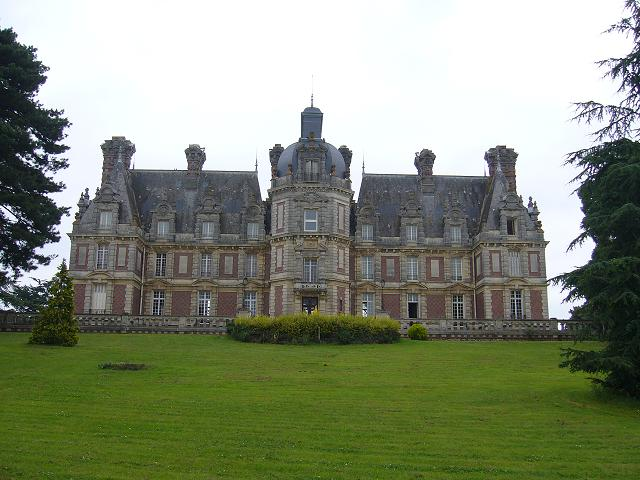
Façade arrière

### De la Seconde Guerre mondiale à nos jours
Le château et son parc seront achetés par un notable nantais. Occupée par les Allemands en 1939-45 et très endommagée, la propriété est revendue après la Seconde Guerre mondiale à la Fédération des Amicales Laïques de Loire-Atlantique (FAL 44) qui y crée un institut spécialisé pour les enfants, devenu en 1982 l'I.R.P (institut de rééducation et de psychothérapie) Jean-Baptiste Daviais, hébergeant une centaine de jeunes pensionnaires.

## La Turmelière aujourd'hui: 3 entités
Aujourd'hui sur le site de la Turmelière se côtoient trois entités : l'association La Turmelière, la mairie d'Orée d'Anjou et un centre équestre.
Tout au long de l'année, l'association La Turmelière, en lien avec les services de la F.A.L de Loire-Atlantique ou de la ligue française de l'enseignement, accueille au château des enfants dans le cadre scolaire, pour des classes de découverte. Les séjours proposés conjuguent des activités autour de l'éducation à l'environnement, autour de la pratique du sport, et autour de la sensibilisation au patrimoine culturel avec des projets tournés vers l'écriture et la poésie. Lors des congés scolaires, ce sont les centres de vacances et de loisirs qui y sont hébergés. Le château reçoit également des adultes lors de séminaires ou de réunions familiales.
Centre du patrimoine littéraire, l'Association la Turmelière organise des résidences d'écrivain et des manifestations variées autour de la poésie, propose des balades littéraires pour tous publics, et organise des ateliers d'écriture.
Le parc de la Turmelière est un territoire intéressant pour y trouver de nombreuses espèces animales et végétales. L'association la Turmelière est labellisée CED (citoyenneté, environnement et développement durable). Le fait d'être un lieu de biodiversité, la construction récente d'une chaudière à bois ou encore l'intérêt porté au développement durable, est un support à la création de clubs nature le mercredi après-midi pour la sensibilisation des enfants à l'Environnement.